# Gor'kovskij avtomobil'nyj zavod
La Gor'kovskij avtomobil'nyj zavod (in russo Горьковский автомобильный завод?, in italiano: Fabbrica automobilistica di Gor'kij), spesso abbreviata con l'acronimo GAZ, è un'azienda automobilistica fondata in Unione Sovietica nel 1929 a Nižnij Novgorod, città che dal 1932 al 1990 ha avuto il nome di Gor'kij, da cui il nome dell'azienda.
La GAZ è stata fondata con l'aiuto e la collaborazione della americana Ford Motor Company, perché per il primo piano quinquennale dell'URSS si fece ampia leva sull'aiuto tecnologico occidentale per sviluppare l'industria pesante sovietica.
Il primo modello d'auto venne prodotto soltanto nel 1932 col nome di GAZ-A, identica all'omologa americana Ford Model A nell'estetica e nella meccanica. Analogamente la Ford Model AA venne ricopiata col nome di GAZ-AA.
In seguito i modelli prodotti hanno acquisito originalità. Tra più noti sono stati la Volga e la Čajka, limousine principalmente riservata ai funzionari del PCUS e di altri enti statali.
La GAZ è nota anche per la produzione dei primi fuoristrada russi, ispirati e derivati dalle jeep costruite negli Stati Uniti durante la Seconda guerra mondiale.
Dopo aver acquisito nel 2006 dalla Chrysler un impianto di produzione dismesso dove veniva assemblata la Dodge Stratus, nel 2008 ha messo in produzione un nuovo modello, derivato in parte dalla Chrysler Sebring e denominato Volga Siber.
Attualmente la ditta è denominata "Gaz Group" del quale fa parte il ramo delle autovetture (appunto GAZ), autobus (Liaz e Paz), furgoni e veicoli di lavoro.

## Storia

### Gli inizi
Nel 1933 partì la produzione di autobus con il GAZ-03-30 da 17 posti. Lo stesso anno venne prodotto il GAZ-4 pickup con la capacità di trasportare fino a 500 kg di carico. Nel 1934 partì la produzione di autocarro con il GAZ-AAA a 3 assi da 2 tonnellate seguito dal GAZ-410 da 1.2 tonnellate. Nel 1938 primo ammodernamento della produzione di autocarro con il GAZ-MM da 1 tonnellata. Lo stesso anno furono prodotti l'autocarro semicingolato GAZ-60 e l'ambulanza GAZ-55.
Nel 1935 la produzione di GAZ arrivò a toccare le 100.000 unità diventando la fabbrica di veicoli più venduti in Russia. Nel 1936 venne prodotta la GAZ-M1 "Emka": auto da 3 volumi, 4 porte e 5 posti: divenne la vettura di massa prima della guerra. Sulla base di questo veicolo vennero prodotte:
- nel 1937 GAZ-M415: pickup con cabina in metallo in grado di trasportare fino a 500 kg di merce
- nel 1939 GAZ-11-73: modernizzazione della GAZ-11 a 3 volumi con motore a 6 cilindri
- nel 1941 GAZ-61-73: veicolo a trazione integrale 3 volumi

Poco prima che iniziasse il Secondo Conflitto Mondiale venne prodotto anche il veicolo GAZ-64: jeep a 4 ruote motrici dotato di arma basato sul modello americano Willis-MA.

### I mezzi militari
Durante la guerra la produzione si spostò in ambito militare con la produzione di carri armati T-60. La jeep GAZ-64 ricevette un ammodernamento unendo il progetto della jeep prodotta in ambito civile GAZ-67 e il carro armato T-80. Tale vettura fu chiamata BA-64B. Nel 1943 la fabbrica venne bombardata ben 7 volte dagli aerei tedeschi dal 4 al 22 giugno. La linea di produzione venne interrotta e la fabbrica venne ricostruita in 100 giorni con un ritmo lavorativo di 18-19 ore al giorno. Nonostante ciò non fu possibile ripristinare la costruzione dei camion GAZ-AAA a seguito di danneggiamenti tecnologici. Una volta ripresa l'attività, la fabbrica venne premiata con l'Ordine di Lenin, l'Ordine della Bandiera Rossa e la medaglia della Guerra Patriottica di I Classe.

### Il dopoguerra
Terminato il Secondo Conflitto Mondiale i veicoli vennero rinnovati. Nel 1946 venne prodotta la GAZ-M20 "Pobeda" (dal russo: vittoria) e il GAZ-51: autocarro da 2,5 tonnellate, il GAZ-47 caterpillar.

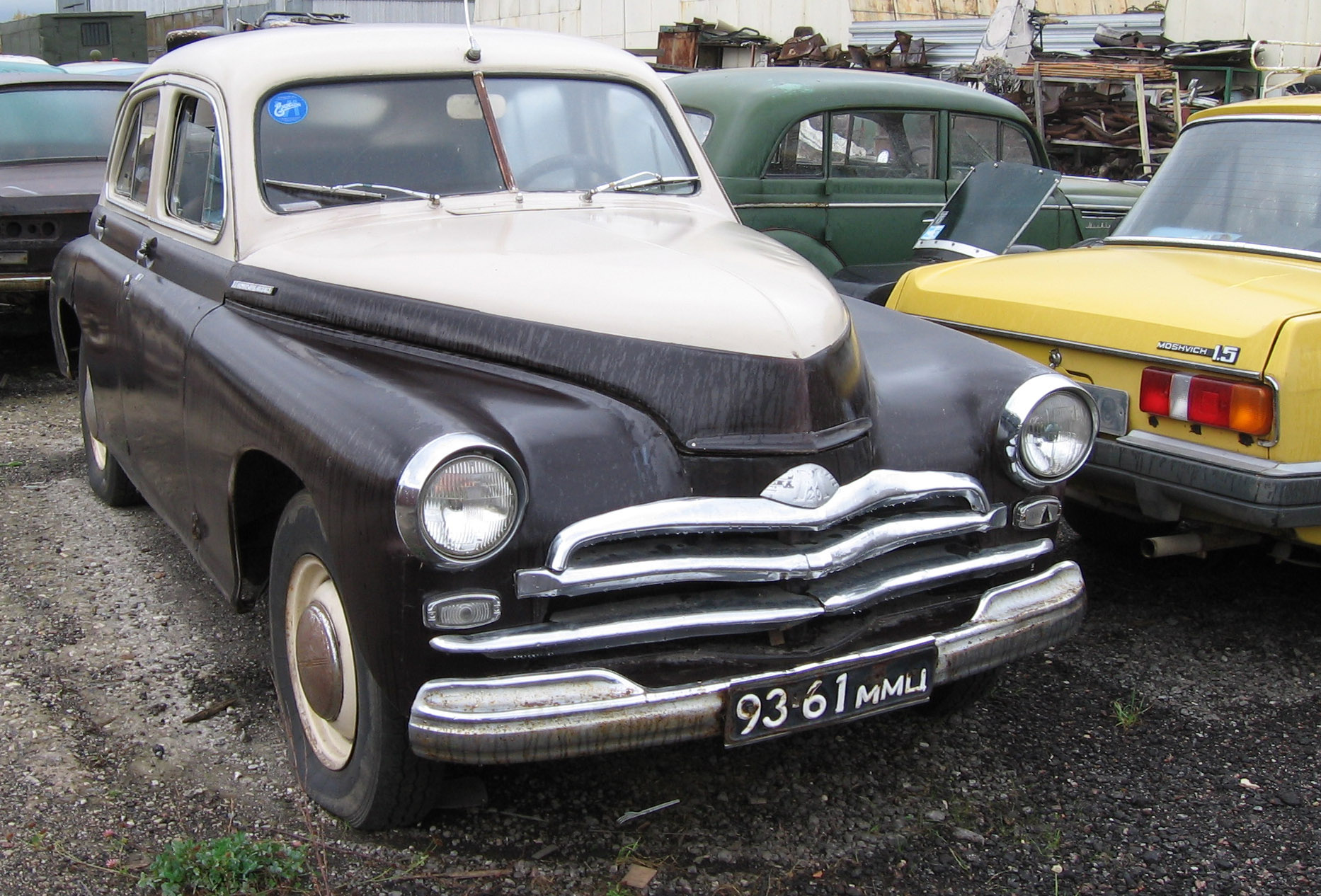
La Pobeda.

Nel 1948 fu la volta del GAZ-63 autocarro a trazione integrale. Nel 1950 venne prodotta la GAZ-12 "Zim" (dal russo: inverno): una vettura a 3 volumi elegante.

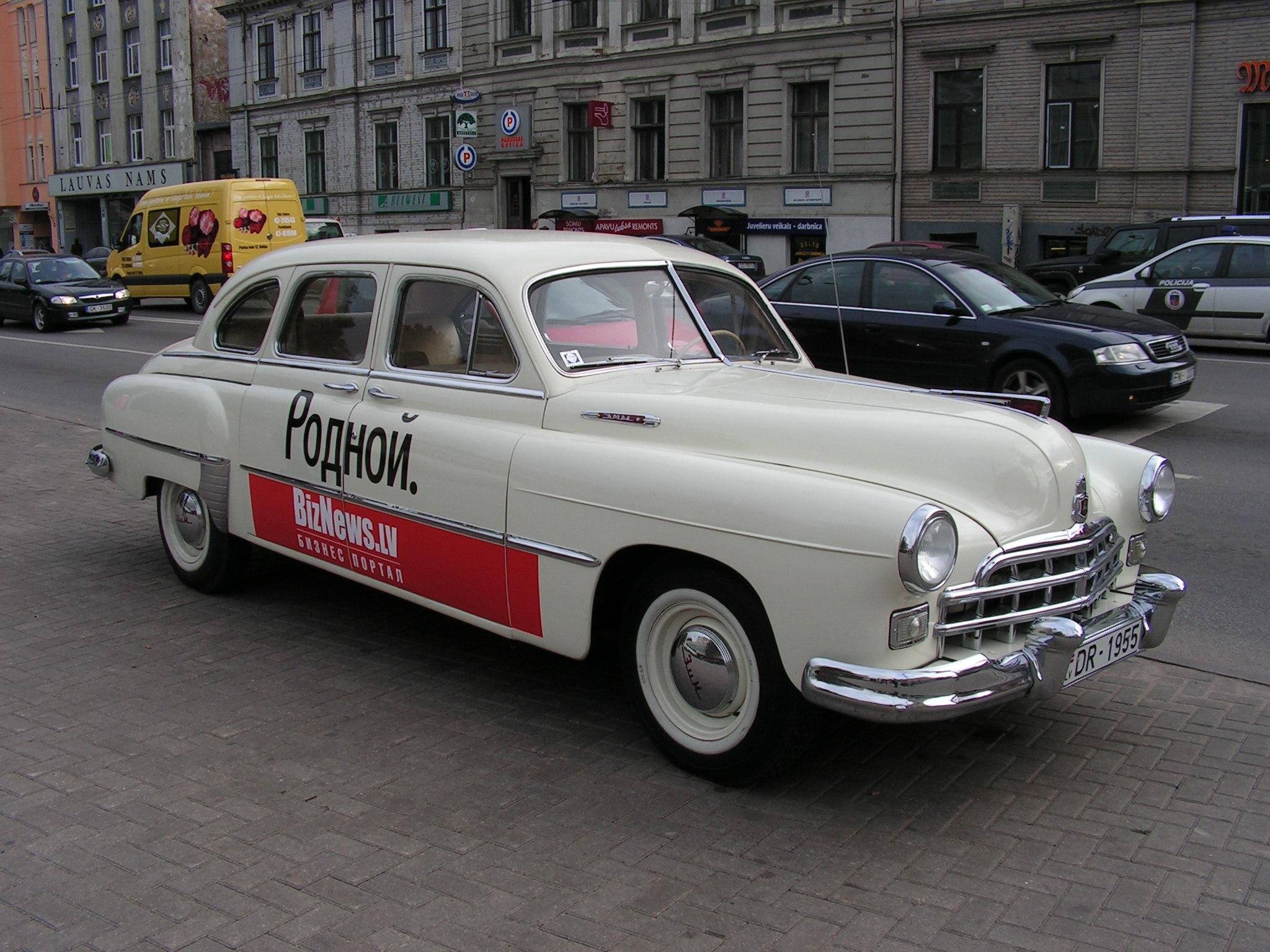
La Zim

Nello stesso anno venne prodotto il veicolo militare GAZ-40. Nel 1955 fu la volta della jeep GAZ-69 la cui produzione venne poi spostata nella fabbrica di automobili UAZ. Nel 1956 venne prodotto il primo fuoristrada GAZ-M72 sulla base della GAZ-69. Nel 1956 la GAZ M-20 Pobeda lasciò il posto alla "Volga" GAZ-21: auto prodotta in massa di grande successo che segnò l'avvio di una nuova serie di automobili.

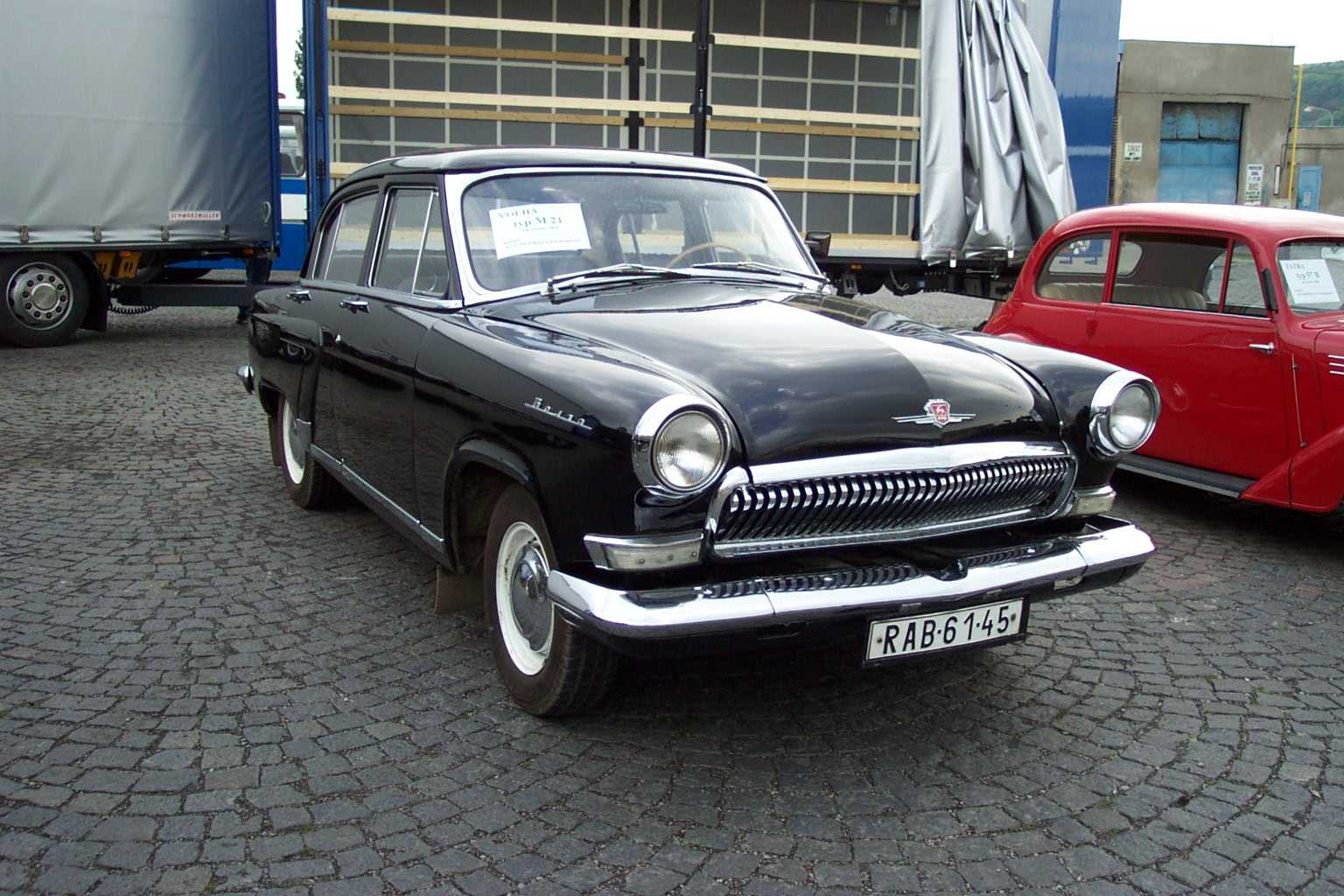
La Volga M21

Rispetto alla precedente M-20 era dotata di molte modernizzazioni e venne affiancata 3 anni dopo alla produzione della GAZ-13 "Čajka" (dal russo: gabbiano) che fu il successore della GAZ-12 "Zim" la cui produzione durò ben 20 anni.

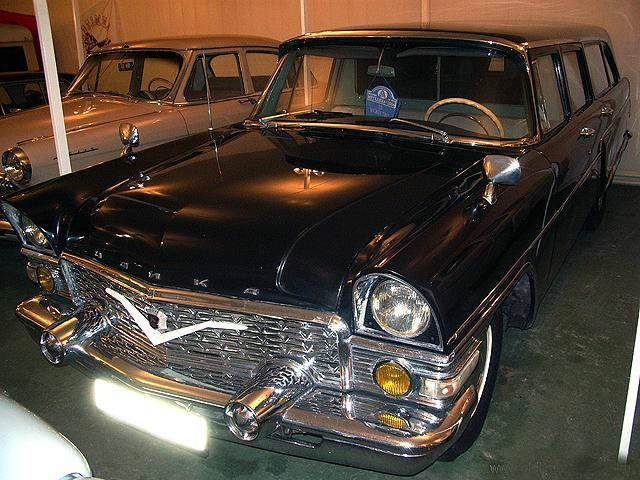
La Čajka

Nella seconda metà degli anni 50 vennero prodotti i autocarro di terza generazione: GAZ-56 da 1.5 tonnellate di capacità di carico, GAZ-52 da 2.5 tonnellate e GAZ-53 da 3.5 tonnellate di
carico. Nel 1958, come veicolo militare venne prodotto il autocarro GAZ-62 dalla capacità di 1.2 tonnellate. Negli anni 60, a parte il GAZ-66 che fu un autocarro a trazione integrale, l'attenzione si spostò prevalentemente nel settore automobilistico: la "Volga" GAZ-21 venne modernizzata con la successiva GAZ-24 che, nonostante fosse già pronta per il 1968, venne venduta soltanto nel 1970. Questa vettura vinse la medaglia d'oro al premio internazionale tenutosi in Bulgaria a Plovdiv nel 1969 e quello di Lipsia in Germania nel 1970. La GAZ-21 uscì di produzione nel luglio del 1970 e 5 anni dopo fu la volta del GAZ-51. Sempre agli inizi degli anni 70 venne riorganizzata l'azienda la quale fu soggetta ad ampliamento arrivando così a totalizzare 11 industrie. L'azienda ricevette anche il premio Lenin per la produzione di vetture e camion nel 1971. Nel 1977 ci fu la modernizzazione della GAZ-13 "Čajka" che, mantenendo lo stesso nome, ottenne la sigla di GAZ-14. Da qui iniziò la terza generazione delle auto di lusso e divenne famosa per la tecnologia applicata ed il comfort. Nel 1981 si arrivò a produrre 10 milioni di autovetture. Negli anni ottanta, sotto l'imposizione del governo, venne prodotto il GAZ-3307B: quarta generazione di autocarro dotati di motore diesel e nel 1981 apparve la nuova Volga GAZ-3102 che si differenziò dal modello precedente per una modifica effettuata al motore e all'utilizzo dei freni a disco senza portare quindi grosse novità alla precedente GAZ-24. Quest'ultima prese il nome di GAZ-24-10 e ricevette modifiche estetiche importanti. Venne venduta anche in versione taxi. Una nuova vettura a 3 volumi ideale per la famiglia fu progettata in edizione limitata col nome GAZ-3105 mentre la 3103 fu prodotta in larga scala. Nel 1984 fu la volta del GAZ-4301 con motore diesel e raffreddamento ad aria completamente indipendenti. Nel 1989 venne prodotta la quarta generazione di autocarro: il GAZ-3307.

### L'era post-sovietica
Dopo la dissoluzione dell'Unione Sovietica la GAZ entrò in un periodo di crisi economica. Venne tentato un adattamento al nuovo sistema di mercato privatizzato diventando una società per azioni. In quegli anni iniziò la collaborazione per la costruzione di componentistica come freni, parti elettriche ed elettroniche nonché gli stessi interni dei veicoli. Gli autocarri sostituirono il motore a carburatore con motori diesel raffreddati ad aria. I modelli risultanti furono: GAZ-4301, GAZ-3306, GAZ-3309. Il mancato appoggio dello Stato non permise di sviluppare le capacità di carico di lavoro perdendo così il mercato di massa e non riuscendo a soddisfare le numerose richieste. Soltanto le "Volga" riuscirono a vedere un incremento di produzione passando dalle circa 70 000 unità annuali alle 125 000 e, nel 1992 vide una modernizzazione soprattutto estetica alla carrozzeria: la nuova Volga 31029 fu comunque basata sul precedente modello 24-10. Nello stesso periodo la 3105, dedicata ad un mercato business, vide un calo di richieste in quanto, il prezzo troppo alto, non giustificava l'acquisto di una vettura poco competitiva, dal momento in cui le vetture straniere dalle stesse caratteristiche avevano un costo più accessibile. Nel 1996 venne prodotto per la prima volta quello che è uno dei simboli della Russia: la "maršrutka" ovvero un servizio di autobus privato / taxi collettivo color giallo svolto da mini bus la cui capienza normalmente è da 14 posti che servono delle linee numerate in tutte le città. Il GAZ 32213 "Gazel" (in lingua russa: gazzella) divenne la base del trasporto pubblico della nazione. Nello stesso anno venne prodotto il primo motore russo (ZMZ 406) a 4 valvole per cilindro dalla capacità di 2.3 o 4 litri che però non rimpiazzò completamente il vecchio ZMZ 402 a carburatore che era stato lanciato nel 1958. Nello stesso anno, sotto licenza della Steyr, venne progettato e prodotto un motore diesel compatto ideale per veicoli, autobus e autocarro. Nel 1997 ci fu una nuova modernizzazione della "Volga": la GAZ 3110. 

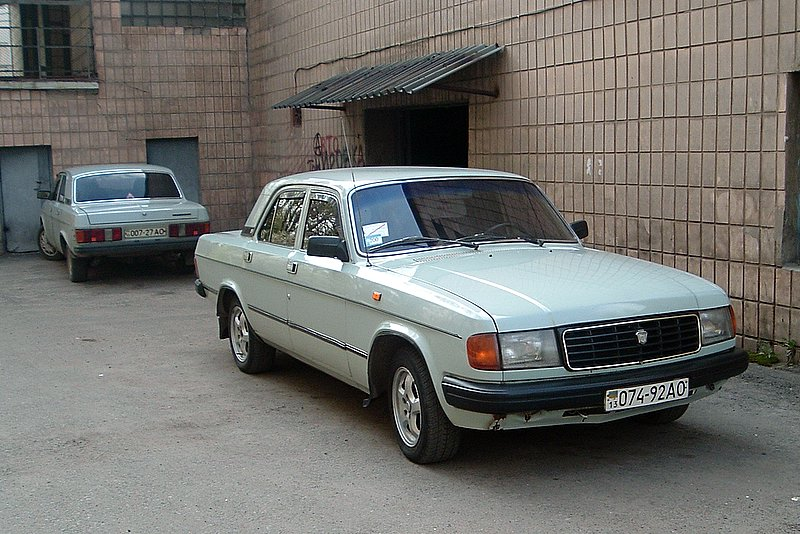
La Volga 3110

Lo stesso anno un accordo commerciale con la Fiat servì a fondare la "joint venture" dal nome "Nizhegorod-motors" per la produzione di veicoli Fiat. Nel 1998 venne prodotta la seconda versione di autocarro e minibus "Sobol" (stabile). L'anno successivo fu la volta del GAZ-3308 che sostituì il autocarro fuoristrada GAZ-66 mantenendone però le caratteristiche e che venne utilizzato dall'esercito. Nella seconda metà degli anni 90 vennero prodotti il GAZ-2308 "Ataman", GAZ-23081 "Ataman Ermak" e GAZ-3106: veicoli pickup e fuoristrada.

### La GAZ oggi
Nel 2001 società per azioni GAZ entrò a far parte del gruppo "RusPromAuto": ciò rese possibile la ristrutturazione dell'azienda diventando così il settimo produttore mondiale di veicoli commerciali. Attualmente la società è leader in Russia nella produzione di veicoli commerciali e autocarro, vantando il primato di vendite con i modelli GAZ-3310 "Valdai", GAZ-3307/-3309 e GAZ-3308 "Sadko". Nel 2005 l'azienda cercò di allinearsi con il resto dei produttori mondiali utilizzando le stesse strategie e tecnologie per lo sviluppo di nuovi veicoli e venne ampliata la produzione per conquistare il mercato globale arrivando a toccare la produzione di 144200 di autocarro nell'anno 2006 con un incremento del 14.2% rispetto all'anno precedente mentre le vetture furono 241000 (+9% rispetto al 2005). Nel 2006 iniziò la produzione di ambulanze con il progetto "Zdorove" (salute): 6800 veicoli riuscirono a raggiungere ben l'80% delle vetture mediche prodotte per l'intera nazione e la percentuale è ancora in crescita. Gli autobus di grandi dimensioni sono affidati al ramo aziendale chiamato PAZ che produce vetture di 10, 12 e 18 metri. Per quanto riguarda i minibus la percentuale di mezzi in circolazione in Russia è del 50% (spesso affiancata dai Mercedes Sprinter) per il servizio denominato "maršrutka" (taxi collettivo), mentre le autovetture ricoprono solo il 4.47% delle vendite totali. Nel 2007 è stato stretto un accordo con l'americana Chrysler per la produzione dei veicoli Chrysler Sebring e Dodge Stratus. Grazie a questo accordo nel 2008 è stato realizzato il GAZ Volga Siber vettura del segmento E di cui si auspica il raggiungimento di 65000 vendite.
Dal 2014 la produzione automobilistica è completamente interrotta mentre prosegue la produzione di mezzi commerciali leggeri, industriali, componenti per l'industria automobilistica ed autobus.

## Il mercato e gli standard
L'azienda esporta i veicoli in 30 nazioni differenti. In particolare: Est Europa, Sud America, Sud Est Asiatico, Africa e nei paesi CSI. I veicoli prodotti rispettano le normative di standardizzazione ISO 9001:2000 assegnate dal comitato «TÜV Management Service GmbH» (Germania).

## I modelli prodotti
- GAZ-A Vettura (1932-1938)
- GAZ-AA camion (1932-1942)
- GAZ-AAA camion (1934-??)
- GAZ-03-30 bus (1933-??)
- GAZ-410 dumper (1934-??)
- GAZ-MM camion (1934-1962)

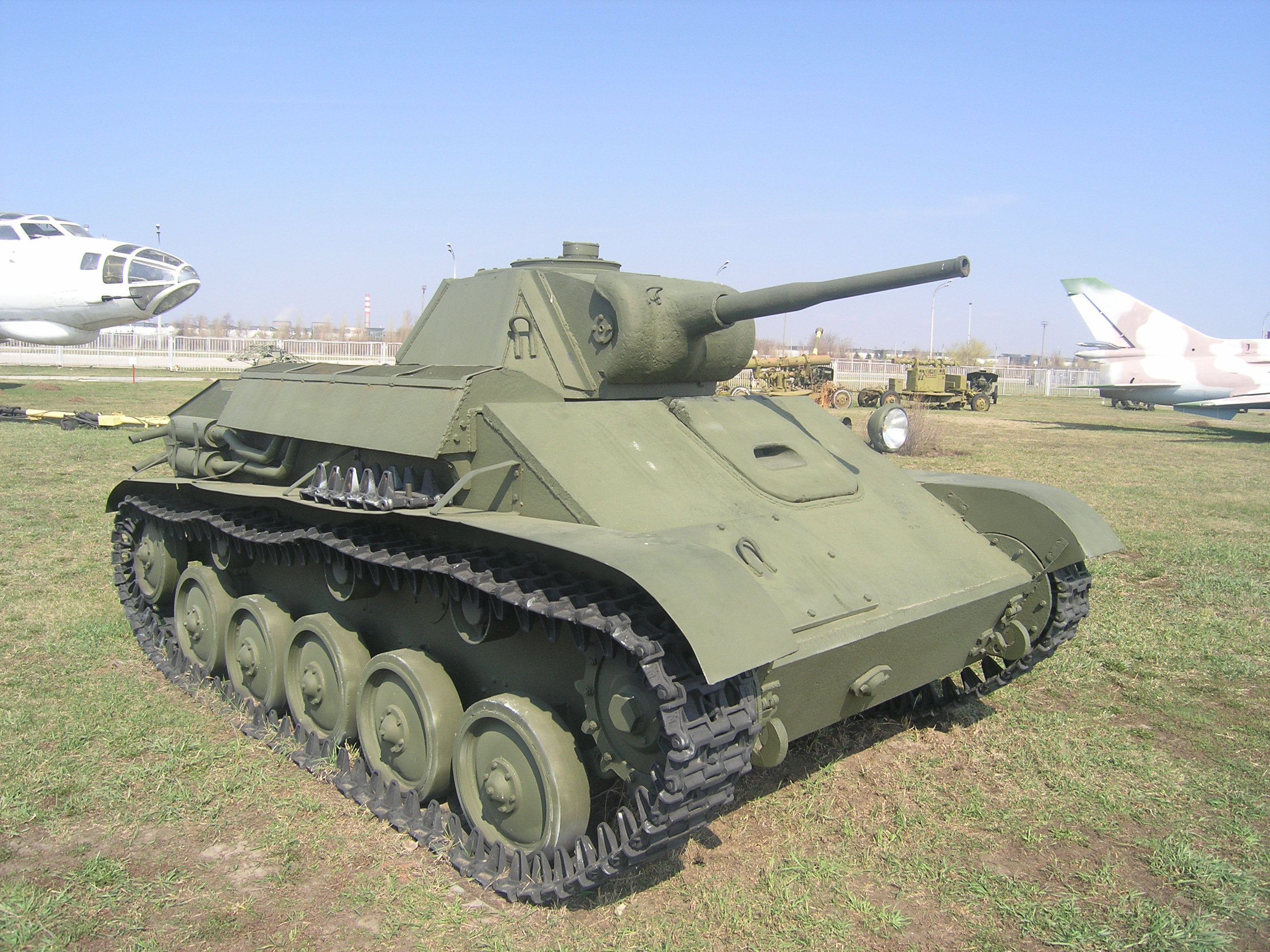
Un T-70 conservato al Museo della tecnica di Togliatti

- T-60 carro armato leggero (1935-1940)
- GAZ-M1 vettura (1936-1953)
- GAZ-415 pickup (1936-??)
- T-70 carro armato leggero (1938-1942)
- GAZ-11-73 vettura (1948-1953)
- GAZ-64 4x4 jeep (1941-1942)
- GAZ-61 Berlina 4x4 (1941-1944)
- GAZ-M2 vettura (1942-1946)
- BA-64 carro armato leggero (1942–1946)
- GAZ-67 4x4 jeep (1944-1953)
- GAZ-51 camion (1946-1976)
- GAZ-M20 Pobeda vettura (1946-1958)
- GAZ-63 camion 4x4 (1948-1968)
- BTR-40 Veicolo trasporto truppe (1948-??)
- GAZ-12 ZIM Limousine (1950-1962)
- GAZ 46MAV anfibio leggero 4x4 (1952-??)
- GAZ-69 4x4 jeep (1953-1972)
- GAZ-47 trasporto militare (1954-1964)
- GAZ-72 Pobeda vettura 4x4 (1955-1957)
- GAZ-21 Volga Berlina (1956-1970)
- GAZ-52 camion (1965-?)
- GAZ-62 camion (1958-1960)
- BTR-60 Veicolo trasporto truppe (1960-1976)
- GAZ-22 Volga station wagon (1962-1970)
- GAZ-23 Volga Berlina (1962—1970)
- GAZ-13 Čajka Limousine (1959-1981)
- GAZ-53 camion
- GAZ-66 camion militare 4x4 (1964-1998)
- GAZ-3307 camion
- GAZ-3309 camion
- GAZ-24 Volga Berlina (1968-1985)
- GAZ-24-05 Volga station wagon (1972-1992)
- BTR-70 Veicolo trasporto truppe (1976-??)
- GAZ-14 Čajka Limousine (1977-1988)
- GAZ-3102 Volga Berlina di lusso (1984)
- GAZ-24-10 Volga Berlina (1985-1992)
- BTR-80 Veicolo trasporto truppe (1984-??)
- GAZ-31029 Volga Berlina (1992-1997)
- GAZ-3302 GAZelle pick-up (1992)
- GAZ-3221 GAZelle Mini Bus (1992)
- GAZ-2705 GAZelle cargo van (1992)
- BTR-90 Veicolo trasporto truppe (1994)
- GAZ-31 Volga Berlina (1997-)
- GAZ-3937 "Vodnik" 4x4 anfibio (1997)
- GAZ-310221 Volga station wagon (1997)
- GAZ-3110 Volga Berlina (1997-2004)
- GAZ-3111 Volga Berlina (1998-2000)
- GAZ-2752 "Sobol" cargo van (1999)
- GAZ-2217 "Barguzin" Mini Bus (1999)
- GAZ-22171 "Sobol" Mini Bus (2000)
- GAZ Gazon Next camion
- GAZ-2975 "Tiger" jeep (2002)
- GAZ-2330 "Tiger" jeep (2002)
- GAZ-31105 Volga Berlina (2004)
- GAZ5903V Vetluga
- GAZ-98 aeroslitta